# The Association
The Association je americká hudební skupina. Založili ji v roce 1965 v Los Angeles Terry Kirkman a Jules Alexander, původně pod názvem The Men. Populární byla především koncem šedesátých let, kdy patřila k představitelům tehdejšího kalifornského hudebního stylu, nazývaného sunshine pop nebo west coast, ve své tvorbě spojovala vlivy psychedelické hudby, harmonické vokály a svérázný pódiový humor.
V roce 1967 svým vystoupením zahajovali Monterey Pop Festival. Tři jejich skladby získaly platinovou desku: „Never My Love“, „Cherish“ a „Windy“. „Never My Love“ je podle Broadcast Music, Inc. druhou nejhranější skladbou v amerických rádiích, s její coververzí měla v sedmdesátých letech úspěch skupina Blue Swede. Hitem se stala také píseň „Along Comes Mary“, označovaná za propagaci marihuany, kterou později nazpívali The Guess Who a Bloodhound Gang.
V roce 2003 byli The Association uvedeni do Vocal Group Hall of Fame.

## Diskografie
- And Then... Along Comes the Association (1966)
- Renaissance (1967)
- Insight Out (1967)
- Birthday (1968)
- The Association (1969)
- Stop Your Motor (1971)
- Waterbeds in Trinidad! (1972)
- Vintage (1983)